# 西港區 (阿姆斯特丹)

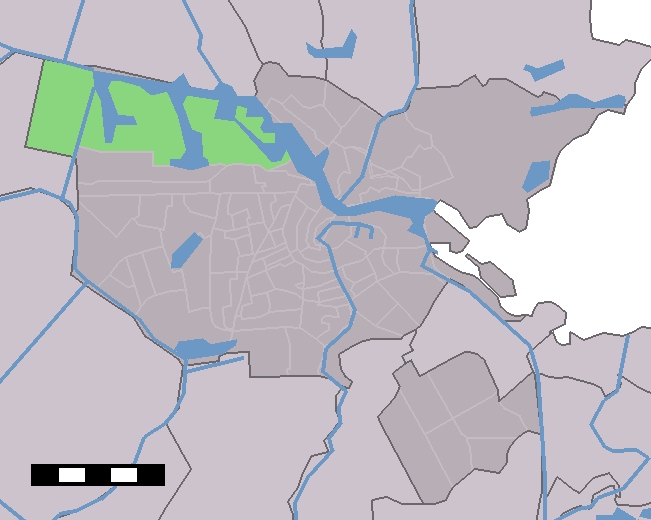
阿姆斯特丹西港區的位置

西港區 （Westpoort、Westelijk Havengebied）是荷蘭阿姆斯特丹管轄的行政區之一。該區是阿姆斯特丹主要的港口區和工業區，位於阿姆斯特丹西北哦部。西港區有超過1500家公司，估計有4.5萬人在這裡就業荷兰。

## 外部連結
- City of Amsterdam, Westpoort official site （页面存档备份，存于）

52°24′21″N 4°49′16″E / 52.40583°N 4.82111°E